# Rosetta@home
Rosetta@home és un projecte de computació distribuïda per a la predicció de l'estructura de les proteïnes que utilitza la plataforma Berkeley Open Infrastructure for Network Computing (BOINC). És dirigit pel Laboratori Baker, de la Universitat de Washington. El seu objectiu és predir acoblaments proteïna-proteïna i dissenyar noves proteïnes mitjançant l'ús d'ordinadors actius cedits per voluntaris, amb un rendiment mitjà de 57.605 gigaFLOPS a 22 d'octubre del 2024. Foldit, un videojoc basat en Rosetta@Home, intenta assolir el mateix objectiu per mitjà del proveïment participatiu. Tot i que el projecte se centra principalment en la investigació bàsica per millorar la precisió i robustesa dels mètodes proteòmics, Rosetta@home també duu a terme investigacions aplicades en l'àmbit de la malària, la malaltia d'Alzheimer i altres patologies.
Igual que la resta de projectes BOINC, Rosetta@home utilitza la capacitat de processament d'ordinadors en repòs cedits per voluntaris per executar càlculs sobre unitats de treball. Els resultats són enviats al servidor central del projecte, on se'ls valida i assimila a les bases de dades del projecte. Es tracta d'un projecte multiplataforma que es pot fer servir en una gran varietat de configuracions de maquinari. Els usuaris poden seguir el progrés de la seva pròpia predicció de l'estructura de les proteïnes gràcies a l'estalvi de pantalla de Rosetta@home.
A més d'investigar sobre malalties, la xarxa Rosetta@home serveix per provar nous mètodes de bioinformàtica estructural. Una vegada han estat desenvolupats i considerats estables després de funcionar a la gran varietat d'ordinadors voluntaris de Rosetta@home, aquests nous mètodes són utilitzats en altres aplicacions basades en Rosetta, com ara RosettaDock i el Human Proteome Folding Project. Dues de les proves més importants pels nous mètodes desenvolupats gràcies a Rosetta@home són els experiments Critical Assessment of Techniques for Protein Structure Prediction (CASP) i Critical Assessment of Prediction of Interactions (CAPRI), experiments que avaluen els mètodes més avançats de predicció de l'estructura de les proteïnes i predicció d'acoblaments proteïna-proteïna, respectivament. Rosetta@home sovint és un dels predictors més reeixits en aquests experiments. El projecte és un dels millors predictors d'estructura terciària que existeixen.

## Plataforma de computació
Tant l'aplicació Rosetta@home com la plataforma de computació distribuïda BOINC estan disponibles per les plataformes Microsoft Windows, Linux i Macintosh (BOINC també funciona en altres plataformes, com ara FreeBSD). Per participar a Rosetta@home, cal tenir un processador (CPU) amb una velocitat de rellotge d'almenys 500 MHz, 200 megabytes d'espai de disc lliure, 512 megabytes de memòria física i connexió a Internet. A 4 de maig del 2010, la versió de l'aplicació Rosetta era la 5.98, mentre que la versió de l'aplicació Rosetta Mini era la 2.14. El 2008, versió recomanada del programa BOINC 2008 era la 6.2.19. Es fa servir HTTP estàndard (port 80) per la comunicació entre el client BOINC de l'usuari i els servidors de Rosetta@home, situats a la Universitat de Washington. Per l'intercanvi de contrasenyes es fa servir HTTPS (port 443). El control remot i local del client BOINC utilitza els ports 31416 i 1043, que poden haver de ser desbloquejats si es troben darrere un tallafoc. Els servidors del Laboratori Baker, situats a la Universitat de Washington, envien unitats de treball amb dades sobre proteïnes individuals als ordinadors dels voluntaris, que calculen una predicció d'estructura per la proteïna assignada. Per tal d'evitar la duplicació de prediccions d'estructura per una mateixa proteïna, cada unitat de treball s'inicialitza amb una llavor numèrica aleatòria. Això fa que cada predicció tingui una trajectòria de descens exclusiva del paisatge energètic de la proteïna. Les prediccions de l'estructura de les proteïnes generades per Rosetta@home són aproximacions d'un mínim global al paisatge energètic d'una determinada proteïna. Aquest mínim global representa la conformació més energèticament favorable de la proteïna, és a dir, el seu estat natiu.

L'estalvi de pantalla de Rosetta@home mostrant el progrés d'una predicció de l'estructura d'una ubiqüitina sintètica (PDB ID: 1ogw)

Una de les característiques principals de la interfície gràfica d'usuari (GUI) de Rosetta@home és un estalvi de pantalla que mostra el progrés d'una de les unitats de treball actuals durant la simulació del procés de plegament proteic. A la part superior esquerra de l'estalvi de pantalla actual es pot veure com la proteïna diana va adoptant diferents formes (conformacions) en la seva cerca de l'estructura més energèticament favorable. Just a la dreta es veu l'estructura de la conformació acceptada més recent. A la part superior dreta es veu la conformació més energèticament favorable del cimbell actual. A sota es veu l'estructura autèntica (o nativa) de la proteïna, si ja ha estat determinada. L'estalvi de pantalla inclou tres gràfics. A prop del centre es mostra un gràfic de l'energia lliure del model acceptat, que va fluctuant a mesura que canvia aquest últim. A l'extrem dret hi ha un gràfic de la desviació típica (DT) del model acceptat, que mesura el grau de semblança estructural entre el model acceptat i el model natiu. A la dreta del gràfic de l'energia acceptada i a sota del gràfic de la desviació típica, s'utilitzen els resultats de les dues funcions per generar un gràfic energia/DT a mesura que es va polint el model.
Igual que els altres projectes BOINC, Rosetta@home s'executa al rerefons de l'ordinador de l'usuari, aprofitant la potència de càlcul no utilitzada. S'inicia abans o en el moment d'entrar al sistema operatiu. Rosetta@home allibera capacitat de processador quan la necessiten altres aplicacions, de manera que no afecta l'ús normal de l'ordinador. Per tal d'evitar el consum d'electricitat i la generació de calor per part d'un ordinador funcionant a un ritme sostingut, a les preferències d'usuari es pot especificar el percentatge màxim d'ús del processador permès a Rosetta@home. També es poden configurar les hores del dia a les quals es permet treballar a Rosetta@home i moltes altres preferències.
Rosetta, el programari que s'executa a la xarxa Rosetta@home, fou reescrit en C++ per tal que fos més fàcil de desenvolupar que la versió original, escrita en Fortran. Aquesta nova versió és orientada a objectes i fou llançada el 8 de febrer del 2008. Rosetta Commons és l'organització encarregada de desenvolupar el codi de Rosetta. El programari està disponible per la comunitat acadèmica sota una llicència lliure, mentre que les companyies farmacèutiques han de pagar per utilitzar-lo.

## Importància del projecte
Gràcies a la proliferació de projectes de seqüenciació de genomes, els científics poden inferir la seqüència aminoacídica (o estructura primària) de moltes de les proteïnes actives a l'interior de les cèl·lules. Tanmateix, per comprendre millor la funció de cada proteïna i dissenyar fàrmacs de manera racional, els científics necessiten conèixer l'estructura tridimensional (o estructura terciària) de les proteïnes.

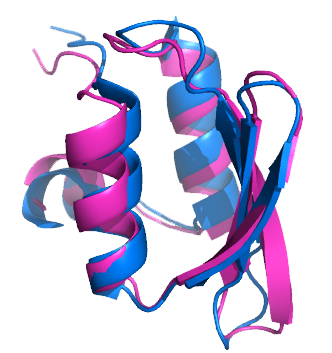
La diana T0281 del CASP6, la primera predicció de l'estructura d'una proteïna ab initio a proporcionar una resolució a nivell quasi-atòmic. Rosetta generà un model de T0281 (superposada en magenta) amb 1,5 Å DT de l'estructura cristal·lina (en blau).

Actualment es determina l'estructura tridimensional de les proteïnes de manera experimental, utilitzant la cristal·lografia de rajos X o l'espectroscòpia de ressonància magnètica nuclear (RMN). Es tracta d'un procés lent (poden caldre setmanes o fins i tot mesos per descobrir com es cristal·litza una proteïna) i car (costa uns 100.000 USD per proteïna). Malauradament, el ritme al qual es descobreixen noves seqüències és molt superior al ritme al qual se'n determina l'estructura. Hi ha més de 7.400.000 de seqüències proteiques disponibles a la base de dades de proteïnes no redundant de l'NCBI, però menys de 52.000 proteïnes han vist la seva estructura tridimensional resolta i dipositada al Protein Data Bank, el principal dipòsit d'informació estructural sobre les proteïnes. Un dels objectius principals de Rosetta@home és predir l'estructura de les proteïnes amb la mateixa precisió que els mètodes actuals, però de manera molt més ràpida i barata. Rosetta@home també desenvolupa mètodes per determinar l'estructura i l'acoblament de les proteïnes de membrana (com ara les GPCR), que són extremament difícils d'analitzar amb tècniques tradicionals com la cristal·lografia de rajos X i l'espectroscòpia de ressonància magnètica nuclear però que també representen la majoria de dianes pels fàrmacs nous.
El progrés en la predicció de l'estructura de les proteïnes s'avalua cada dos anys amb l'experiment Critical Assessment of Techniques for Protein Structure Prediction (CASP), en el qual investigadors d'arreu del món intenten derivar l'estructura d'una proteïna a partir de la seva seqüència aminoacídica. Els grups que aconsegueixen els millors resultats en aquest experiment, que a vegades es converteix en una competició, són considerats com a exemples de les tecnologies més avançades en la predicció de l'estructura de les proteïnes. Rosetta, el programa en el qual es basa Rosetta@home, hi ha participat des de l'experiment CASP5 (2002). A l'experiment CASP6 (2004), Rosetta assolí una fita històrica en esdevenir el primer mètode a proporcionar una resolució ab initio a nivell quasi-atòmic en la predicció de l'estructura de la proteïna corresponent, la diana CASP T0281. El modelatge ab initio és considerat un tipus especialment difícil de predicció de l'estructura de les proteïnes, car no fa servir informació d'homologia estructural i s'ha de basar en informació d'homologia de seqüències i el modelatge d'interaccions físiques al si de la proteïna. Rosetta@home ha participat en el CASP des del 2006, quan fou un dels millors predictors en totes les categories de predicció d'estructura al CASP7. Aquestes prediccions d'alta qualitat foren fetes possibles per la capacitat de processament cedida pels voluntaris de Rosetta@home. A mesura que va adquirint més capacitat de processament, Rosetta@home és capaç d'estudiar més regions de l'espai de conformació (les diferents formes que pot assumir una proteïna), que, segons la paradoxa de Levinthal, s'espera que augmenti de manera exponencial amb la llargada de les proteïnes.
També es fa servir Rosetta@home per la predicció de l'acoblament de proteïnes, que determina l'estructura de diverses proteïnes que formen un complex (o estructura quaternària). Aquest tipus d'interacció proteica afecta moltes funcions cel·lulars, incloent-hi la unió antigen-anticòs, la unió enzim-inhibidor i la importació i exportació cel·lulars. Determinar aquestes interaccions és de capital importància pel disseny de fàrmacs. També s'utilitza Rosetta a l'experiment Critical Assessment of Prediction of Interactions (CAPRI), que avalua el progrés en l'àmbit de l'acoblament de proteïnes de manera similar a com el CASP avalua el progrés en el camp de la predicció de l'estructura de les proteïnes. S'ha citat la capacitat de processament cedida pels voluntaris de Rosetta@home com un dels factors més importants en el rendiment de Rosetta a CAPRI, en el qual proporcionà unes de les prediccions d'acoblament més precises i completes.
A principis del 2008 es feu servir Rosetta per dissenyar computacionalment una proteïna amb una funció que mai no s'havia observat a la natura. Aquesta fita s'inspirava en part en la retractació d'un article destacat del 2004 que havia descrit el disseny computacional d'una proteïna amb una activitat enzimàtica superior a la de la seva forma natural. L'article d'investigació publicat pel grup de David Baker l'any 2008 descrivia el procés de creació de la proteïna i citava el paper de Rosetta@home i els recursos computacionals que proporcionava, a més de ser una important prova de concepte per aquest mètode de disseny de proteïnes. Aquest tipus de disseny de proteïnes podria tenir aplicacions futures en el descobriment de fàrmacs, la química verda i la bioremediació.

## Investigacions sobre malalties
A més de dur a terme recerca bàsica sobre el disseny, l'acoblament i la predicció de l'estructura de les proteïnes, també es fa servir Rosetta@home per investigacions relacionades directament amb malalties. El diari de Rosetta@home, escrit per David Baker, descriu molts projectes d'investigació menors.

### Malaltia d'Alzheimer
RosettaDesign, un dels components del paquet de programari Rosetta, fou utilitzat per fer una predicció precisa de quines regions de proteïnes amiloidògenes tenien més probabilitats de generar fibril·les semblants a amiloides. RosettaDesign agafava hexapèptids (fragments amb una llargada de sis aminoàcids) de les proteïnes estudiades i n'escollia la forma d'energia més baixa corresponent a una estructura semblant a la d'un hexapèptid que se sabia que formava fibril·les. Això conduí a la identificació de pèptids que tenien dues vegades les probabilitats de formar fibril·les que podria tenir una proteïna agafada a l'atzar. En el mateix estudi es feu servir Rosetta@home per predir estructures per la beta amiloide, una proteïna formadora de fibril·les que s'ha suggerit que podria provocar la malaltia d'Alzheimer. S'han assolit resultats preliminars (que encara no han estat publicats) sobre proteïnes dissenyades per Rosetta que podrien evitar la formació de fibril·les, tot i que no se sap si això previndria la malaltia.

### Àntrax
Un altre component de Rosetta, RosettaDock, fou utilitzat juntament amb mètodes experimentals per modelar les interaccions entre les tres proteïnes que integren la toxina de l'àntrax: el factor letal (FL), el factor edema (FE) i l'antigen protector (AP). El model computacional feu una previsió precisa de l'acoblament entre l'FL i l'AP, cosa que contribuí a determinar quins dominis de cada proteïna són els que estan implicats en el complex FL-AP. Aquesta informació fou utilitzada més endavant per investigadors que descobriren millors vacunes contra l'àntrax.

### Virus de l'herpes simple 1
RosettaDock fou utilitzat per modelar l'acoblament entre un anticòs (la immunoglobulina G) i una proteïna de superfície expressada pel virus de l'herpes simple 1 (VHS-1), que serveix per degradar l'anticòs antivíric. El complex proteic predit per RosettaDock era molt similar als models experimentals, especialment difícils d'obtenir. Això conduí els investigadors a concloure que el mètode d'acoblament té potencial per estudiar alguns dels problemes de la cristal·lografia de rajos X a l'hora de modelar interfícies proteïna-proteïna.

### VIH
S'ha fet servir Rosetta@home per dissenyar possibles vacunes contra el virus de la immunodeficiència humana (VIH) en el marc d'un programa de recerca finançat per una beca de 19,4 milions de dòlars atorgada per la Fundació Bill i Melinda Gates.

### Malària
S'ha utilitzat Rosetta en investigacions en el marc de la iniciativa Grand Challenges In Global Health per tal de dissenyar noves endonucleases homing que serveixin per erradicar Anopheles gambiae o fer que sigui incapaç de transmetre la malària. La capacitat de modelar i alterar les interaccions proteïna-ADN de manera específica, com per exemple les de les endonucleases homing, fa que els mètodes informàtics de disseny de proteïnes com ara Rosetta tinguin un paper important a la teràpia gènica (que inclou possibles tractaments pel càncer).

### COVID-19
El 2020, amb motiu de la pandèmia COVID-19, s'aprofità part de la força de computació del projecte Rosetta per modelar compostos de proteïnes que podrien bloquejar la capacitat dels coronavirus d'infectar cèl·lules humanes.

## Desenvolupament i derivacions
Rosetta fou inicialment desenvolupat pel Laboratori Baker el 1998 com a enfocament ab initio a la predicció d'estructures, però des d'aleshores s'ha diversificat en diverses vies de desenvolupament i diferents serveis. El nom de la plataforma ve de la pedra de Rosetta i és degut al fet que intenta desxifrar el «significat» estructural de les seqüències aminoacídiques de les proteïnes. El projecte Rosetta@home fou llançat (és a dir, s'anuncià que ja no estava en fase beta) més de set anys després de la seva creació, el dia 6 d'octubre del 2005. Molts dels estudiants de postgrau i altres investigadors que participaren en el desenvolupament inicial de Rosetta treballen actualment a altres universitats i organitzacions de recerca, des d'on han contribuït a millorar diferents parts del projecte.

### RosettaDesign

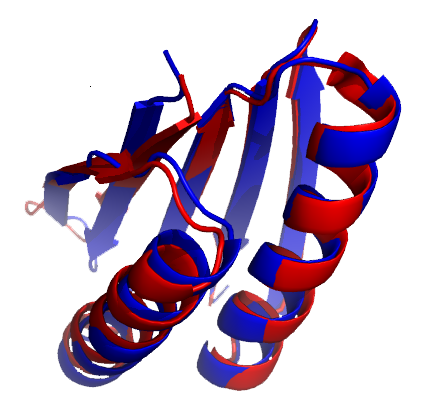
Superposició del model de la Top7 determinat per Rosetta (en vermell) sobre l'estructura determinada per cristal·lografia de rajos X (en blau, PDB ID: 1QYS)

RosettaDesign és un mètode informàtic de disseny de proteïnes basat en Rosetta que s'inicià el 2000 amb un estudi per redissenyar la ruta de plegament de la proteïna G. El 2002 es feu servir RosettaDesign per dissenyar la Top7, una proteïna Α/β de 93 aminoàcids de llargada que tenia un plegament que mai no s'havia observat a la natura. Rosetta predigué aquesta nova conformació amb 1,2 Å DT de l'estructura determinada per cristal·lografia de rajos X, una predicció de l'estructura particularment precisa. Rosetta i RosettaDesign obtingueren un ampli reconeixement per ser els primers a dissenyar i predir de manera precisa l'estructura d'una nova proteïna de tal llargada. L'article del 2002 que descrivia l'enfocament doble fou lloat per dues cartes a la revista Science i ha estat citat per més de 240 articles científics. El producte tangible d'aquest projecte d'investigació, la proteïna Top7, aparegué com a «molecula del mes» al lloc web de l'RCSB PDB a l'octubre del 2006. Al logo de Rosetta@home hi apareix una superposició del nucli (residus 60–79) predit per Rosetta i el nucli trobat per la cristal·lografia de rajos X.
Brian Kuhlman, un antic associat postdoctoral del laboratori de David Baker que actualment treballa com a professor associat a la Universitat de Carolina del Nord a Chapel Hill, ofereix RosettaDesign com a servei en línia.

### RosettaDock
El 2002, RosettaDock fou afegit al paquet Rosetta durant el primer experiment CAPRI com a algorisme de predicció d'acoblament proteïna-proteïna del Laboratori Baker. En aquest experiment, RosettaDock feu una predicció d'alta precisió de l'acoblament entre l'exotoxina piogènica estreptocòccica A i la cadena β dels receptors dels limfòcits T, a més d'una predicció de precisió mitjana d'un complex d'α-amilasa porcina i un anticòs de camèlid. Tot i que RosettaDock només feu dues prediccions raonablement precises de set possibles, aquest rendiment fou suficient per quedar setè entre els dinou mètodes de predicció que participaren en el primer experiment CAPRI.
El desenvolupament de RosettaDock es bifurcà en dues branques a les rondes següents del CAPRI. Jeffrey Gray, que havia posat les bases de RosettaDock quan treballava a la Universitat de Washington, continuà polint el mètode des del seu nou càrrec a la Universitat Johns Hopkins. Els membres del Laboratori Baker continuaren desenvolupant RosettaDock sense Gray. Les dues versions diferien una mica quant al modelatge de cadenes laterals, la selecció de cimbells i altres aspectes. Malgrat aquestes diferències, tant el mètode de Baker com el de Gray destacaren al segon experiment CAPRI, on acabaren cinquè i sisè d'un total de trenta grups predictors. El servidor de RosettaDock mantingut per Jeffrey Gray es pot utilitzar com a servei de predicció gratuït sempre que no se'n faci un ús comercial.
A l'octubre del 2006 s'integrà RosettaDock a Rosetta@home. El mètode feia servir una fase de modelatge d'acoblament ràpida però rudimentària, que només utilitzava l'esquelet proteic. Després venia una fase lenta de refinament d'àtom sencer, en la qual s'optimitzaven simultàniament l'orientació de les dues proteïnes en interacció entre si i les interaccions de cadenes laterals a la interfície proteïna-proteïna, per tal de trobar la conformació d'energia més baixa. La capacitat de processament molt superior oferta per la xarxa Rosetta@home, juntament amb les representacions revisades dels «arbres de plegaments» per la flexibilitat del nucli i el modelatge de bucles, feu que RosettaDock acabés sisè d'un total de seixanta-tres grups predictors al tercer experiment CAPRI.

### Robetta
El servidor Robetta és un servei de predicció de l'estructura de les proteïnes ofert pel Laboratori Baker per modelatge ab initio i comparatiu no comercial. Cada dos anys ha participat com a servidor de predicció automatitzada als experiments CASP des del CASP5, el 2002, i es troba entre els millors de la seva categoria. Robetta ha competit als experiments CASP6 i CASP7, on superà la mitjana dels grups de predicció automatitzats i humans.
A l'hora de modelar l'estructura de les proteïnes, Robetta comença buscant homòlegs estructurals mitjançant BLAST, PSI-BLAST i 3D-Jury. Després analitza la seqüència objectiu en els seus dominis constituents, o plega unitats proteiques de manera independent relacionant la seqüència amb famílies estructurals catalogades a la base de dades Pfam. Aleshores, els dominis amb homòlegs estructurals passen per un protocol de «model basat en plantilla» (és a dir, modelatge d'homologies). El programa d'alineament del Laboratori Baker, K*sync, produeix un grup d'homòlegs de la seqüència, cadascun dels quals és modelat mitjançant el mètode de novo de Rosetta per produir un cimbell (una estructura possible). Se selecciona la predicció d'estructura final escollint el model més energèticament favorable segons una funció energètica de baixa resolució de Rosetta. Si hi ha dominis sense homòlegs estructurals detectats, se segueix un protocol de novo segons el qual es tria el model energèticament més baix d'entre un grup de cimbells generats. Aquestes prediccions de dominis són connectats entre si per tal d'investigar les interaccions terciàries entre dominis al si de la proteïna. Finalment, es modelen les contribucions de les cadenes laterals mitjançant un protocol de cerca conformacional de Monte Carlo.
Per a CASP8, Robetta fou millorat perquè pogués utilitzar el mètode de refinament d'àtom complet d'alta resolució de Rosetta. L'absència d'aquest mètode havia estat citat com a causa principal del dèficit de rendiment de Robetta en comparació amb la xarxa Rosetta@home a l'experiment CASP7.

### Foldit
El 9 de maig del 2008, seguint el suggeriment d'usuaris de Rosetta@home de crear una versió interactiva del programa de computació distribuïda, el Laboratori Baker llançà Foldit, un joc de predicció de l'estructura de les proteïnes en línia basat en la plataforma Rosetta. A 22 de gener del 2012, Foldit tenia més de 240.000 usuaris registrats. El joc permet als usuaris dur a terme una sèrie d'accions (per exemple, «sacsejar», «bellugar» o «reconstruir») per guiar l'esquelet i les cadenes laterals d'aminoàcids de la proteïna objectiu cap a conformacions energèticament més favorables. Els usuaris poden buscar solucions individualment com a «solistes» o col·lectivament com a «evolucionadors». Ambdós sistemes donen punts als jugadors com a premi per millorar les seves prediccions. Els jugadors també poden participar en «duels» contra altres usuaris. El jugador amb l'estructura energèticament més favorable després de 20 torns guanya.

## Comparació amb projectes de computació distribuïda semblants
Existeixen diversos projectes de computació distribuïda que estudien problemes similars als de Rosetta@home però utilitzen un enfocament diferent:

### Folding@home
Folding@home és l'únic dels grans projectes de computació distribuïda dedicats a la investigació sobre les proteïnes que no utilitza la plataforma BOINC. Tant Rosetta@home com Folding@home estudien malalties provocades per un plegament proteic defectuós, com ara la malaltia d'Alzheimer, però Folding@home ho fa de manera molt més exclusiva. Folding@home gairebé només utilitza models de dinàmica molecular d'àtom complet per comprendre com i per què es pleguen les proteïnes (o com i per què es poden plegar defectuosament i agregar-se per provocar malalties). En altres paraules, el punt fort de Folding@home és el modelatge del plegament proteic, mentre que el de Rosetta@home és el disseny de proteïnes basat en la computació i la predicció de l'estructura i l'acoblament de les proteïnes.
Alguns projectes de Folding@home es basen en resultats de Rosetta@home. Rosetta suggereix l'estructura més probable, però no se sap amb certesa ni si aquesta és la forma assumida per la molècula ni si és viable. Aleshores, es fa servir Folding@home per comprovar els resultats obtinguts per Rosetta@home, a més d'adquirir més informació al nivell atòmic i dades sobre com canvia de forma la molècula.
Els dos projectes també presenten grans diferències de capacitat de processament i diversitat d'amfitrions. Amb una mitjana de 6.650 teraFLOPS proporcionats per una varietat d'amfitrions que inclou CPU, GPUi i PS3, Folding@home té una capacitat de processament gairebé 108 vegades superior a la de Rosetta@home.

### World Community Grid
Tant la Fase I com la Fase II del Projecte de Plegament del Proteoma Humà (HPF, en anglès Human Proteome Folding Project), un subprojecte de la World Community Grid, han utilitzat el programa Rosetta per obtenir dades estructurals i funcionals de diversos genomes. Tot i que actualment el fa servir per crear bases de dades per biòlegs, Richard Bonneau, el científic en cap del Projecte de Plegament del Proteoma Humà, participà en el desenvolupament inicial de Rosetta al laboratori de David Baker mentre preparava el seu doctorat. Es pot trobar més informació sobre la relació entre la Fase I, la Fase II i Rosetta@home al lloc web de Richard Bonneau.

### Predictor@home
Igual que Rosetta@home, Predictor@home s'especialitza a predir l'estructura de les proteïnes. Predictor@home té previst desenvolupar noves funcionalitats per la seva plataforma de computació distribuïda a l'àmbit del disseny i acoblament de proteïnes (fent servir el paquet CHARMM per la dinàmica molecular), de manera similar a Rosetta@home. Rosetta@home utilitza el programa Rosetta per predir l'estructura, mentre que Predictor@home fa servir la metodologia dTASSER.
Altres projectes de computació distribuïda relacionats amb les proteïnes utilitzen la plataforma BOINC, com ara QMC@home, Docking@home, POEM@home, SIMAP i TANPAKU. RALPH@home, el projecte alfa de Rosetta@home que prova noves versions, unitats de treball i actualitzacions abans que passin a Rosetta@home, també fa servir BOINC.

## Contribucions dels voluntaris

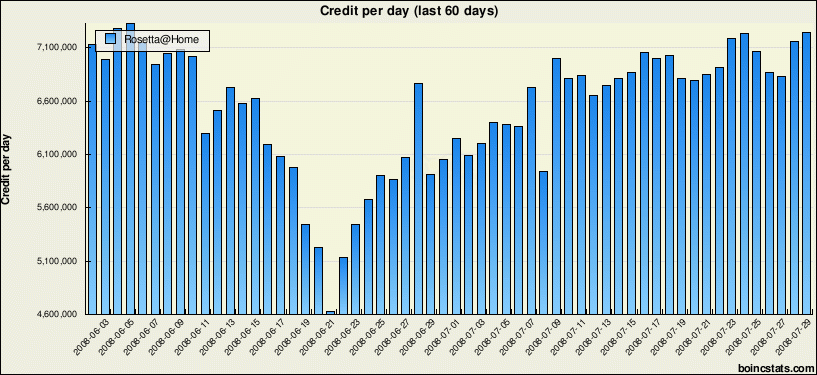
Aquest diagrama de barres mostra els crèdits diaris de Rosetta@home al llarg d'un període de 60 dies, així com la seva capacitat de processament durant l'experiment CASP8.

Per funcionar, Rosetta@home depèn de la capacitat de processament cedida pels membres del projecte. A 6 d'octubre del 2012, uns 30.000 usuaris de 150 països eren membres actius de Rosetta@home, amb uns 47.000 ordinadors cedint temps de processador i un rendiment mitjà de gairebé 55 teraFLOPS.
Els usuaris són recompensats amb crèdits per la seva contribució. Per cada unitat de treball, s'atorga un nombre de crèdits igual al nombre de cimbells produïts per aquesta unitat de treball multiplicat per la mitjana de crèdits atorgats pels cimbells enviats per tots els amfitrions per aquesta unitat de treball. Aquest sistema fou dissenyat per resoldre les diferències importants que hi havia entre els crèdits que s'atorgaven als usuaris amb el client BOINC estàndard i un client BOINC optimitzat, així com les diferències entre els usuaris que utilitzaven Rosetta@home en un ordinador amb Windows i els que ho feien amb un ordinador amb Linux. Rosetta@home atorga menys crèdits per cada segon de processament que la majoria dels altres projectes que fan servir BOINC. Malgrat aquest desavantatge, Rosetta@home ocupa el cinquè lloc d'entre quaranta projectes BOINC en termes de crèdits totals.
Els usuaris de Rosetta@home que prediuen estructures de proteïnes utilitzades per l'experiment CASP són mencionats a les publicacions científiques que tracten sobre els resultats corresponents. Els usuaris que prediuen l'estructura energèticament més favorable d'una determinada unitat de treball apareixen a la pàgina d'inici de Rosetta@home com a «predictor del dia», juntament amb tots els equips als quals pertanyin. Cada dia s'escull un «usuari del dia» a l'atzar d'entre tots els usuaris que s'han creat un perfil a Rosetta@home. L'«usuari del dia» també apareix a la portada.